# Movimiento Eucarístico Juvenil
El Movimiento Eucarístico Juvenil (MEJ) es un movimiento educativo católico internacional orientado a la juventud, originado en 1915  en Francia como Cruzada Eucarística, tras el llamado del Congreso Eucarístico Internacional de Lourdes a formar "una gran liga eucarística de niños”. Inició su renovación pedagógica a partir de 1962 llamándose Movimiento Eucarístico Juvenil. Es la rama joven de la Red Mundial de Oración del Papa.
Este movimiento está formado por jóvenes de 5 a 25 años y tiene presencia en más de 59 países. Encuentra sus raíces en la Red Mundial de Oración y se inspira en los Ejercicios Espirituales de San Ignacio.